# Leon Bratkowski
Leon Bratkowski herbu Świnka (ur. 1739, zm. 5 stycznia 1820 we Lwowie) – c. k. radca gubernialny i członek Stanów Galicyjskich, rotmistrz wojsk saskich.
Urodził się w 1739 roku w rodzinie, która wzięła swe nazwisko od Bratkowa w województwie sieradzkim, jednego pochodzenia z Czackimi. Był synem Michała, cześnika kaliskiego i Teresy Węgierskiej herbu Wieniawa. Wychował się na dworze saskim w Dreźnie pod opieką swego stryja Ludwika, szambelana dworu saskiego, jako paź księcia Ksawerego, brata Elektora. Zaczął potem karierę w wojsku saskim, gdzie dosłużył się stopnia rotmistrza. Gdy stosunki polsko-saskie oziębły, wrócił do Polski i osiadł na Rusi Czerwonej, gdzie był właścicielem Skwarzawy w Złoczowskim.
Był członkiem Stanów Galicyjskich i c. k. radcą gubernialnym w 1785 roku. Legitymował się w Wydziale Stanów w 1786 roku wraz z bratem Józefem, miecznikiem koronnym galicyjskim.
Poślubił Różę Małachowską, herbu Gryf, córkę Łukasza pułkownika królewskiego i Teresy Glinojeckiej herbu Prus II, z którą pozostawił dwie córki: Antoninę, dziedziczkę Skwarzawy, zamężną od 1802 roku za Ignacym Mrozowickim herbu Prus III, starościcem stęgwilskim, członkiem Stanów Galicyjskich, dziedzicem m.in.: Tarzymiechów i Podemszczyzny  i Franciszkę, zamężną za Juliuszem Duniewiczem herbu Doliwa odm., dziedzicem Leśniewic.